# Macrophyllodromia nigrigena
Macrophyllodromia nigrigena är en kackerlacksart som beskrevs av Morgan Hebard 1926. Macrophyllodromia nigrigena ingår i släktet Macrophyllodromia och familjen småkackerlackor. Inga underarter finns listade i Catalogue of Life.